# Pride of the Blue Grass
Pour plus de détails, voir Fiche technique et Distribution.
Pride of the Blue Grass est un film américain réalisé par William Beaudine, sorti en 1954.

## Fiche technique
- Titre : Pride of the Blue Grass
- Réalisation : William Beaudine
- Scénario : Harold Shumate (en)
- Photographie : Harry Neumann
- Musique : Marlin Skiles
- Pays de production : États-Unis
- Genre : drame
- Durée : 71 minutes
  - États-Unis : 4 avril 1954[1]

## Distribution
- Lloyd Bridges : Jim
- Vera Miles : Linda
- Margaret Sheridan : Helen
- Arthur Shields : Wilson
- Michael Chapin (en) : Danny
- Harry Cheshire : Hunter
- Cecil Weston : Mme Graves
- Emory Parnell : Mr Casey
- Joan Shawlee : Mme Casey
- Ray Walker : Vétérinaire